# Allenhurst (New Jersey)
Allenhurst is een plaats (borough) in de Amerikaanse staat New Jersey en valt bestuurlijk gezien onder Monmouth County.

## Demografie
Bij de volkstelling in 2000 werd het aantal inwoners vastgesteld op 718.
In 2006 is het aantal inwoners door het United States Census Bureau geschat op 701, een daling van 17 (-2,4%).

## Geografie
Volgens het United States Census Bureau beslaat de plaats een oppervlakte van
0,7 km², waarvan 0,7 km² land.

## Plaatsen in de nabije omgeving
De onderstaande figuur toont nabijgelegen plaatsen in een straal van 4 km rond Allenhurst.